# Xavi Forcada
Xavier Forcada Sánchez, detto Xavi (Barcellona, 25 novembre 1988), è un cestista spagnolo.

## Palmarès

### Squadra
- Copa Princesa de Asturias: 1

Palencia: 2015

### Individuale
- MVP Copa Princesa de Asturias: 1

Palencia: 2015